# Haddadż
Haddadż (arab. هداج) – wieś w Syrii, w muhafazie Hama. W 2004 roku liczyła 418 mieszkańców.